# Cornelia W. Conant
Pour les articles homonymes, voir Conant.

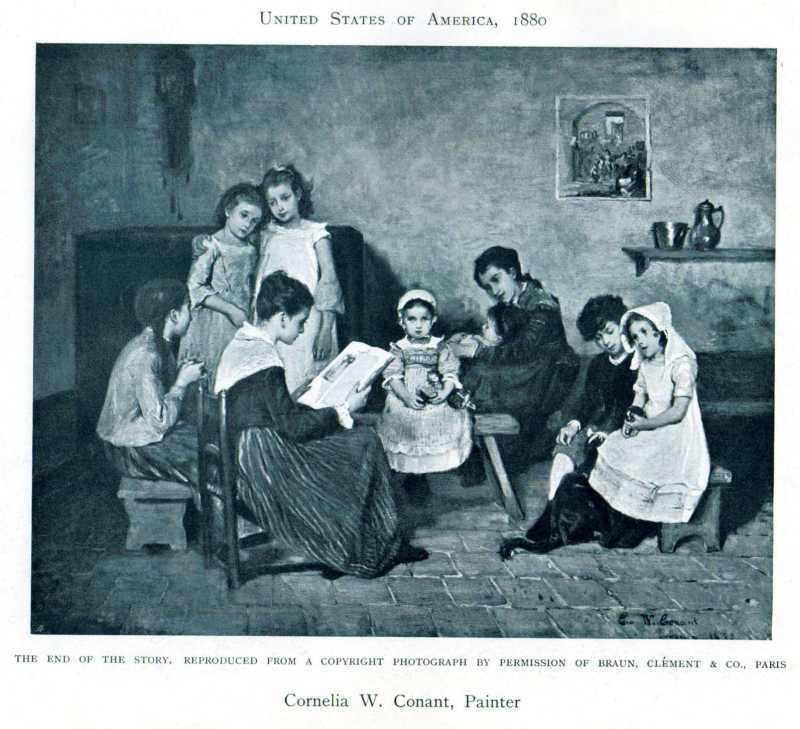
The End of the Story

Cornelia W. Conant, née vers 1840-1850, est une peintre et écrivaine américaine.

## Biographie
Elle fait partie du comité des membres du Brooklyn Arts Club en 1894 et expose ses œuvres à la Brooklyn Art Association ainsi qu'à l'Académie américaine de design,.
Également écrivaine, elle écrit sur un voyage d'étude en Belgique dans un article du magazine Harpers, mettant en vedette l'école dirigée par le peintre Pierre Édouard Frère.
Sa peinture, The End of the Story est incluse dans l’ouvrage de 1905 Women Painters of the World.
On lui doit une toile intitulée la Veille d'une fête nationale, sur l'œuvre on voit des enfants occupés à la confection de drapeaux.